# ニコラ・フーケ

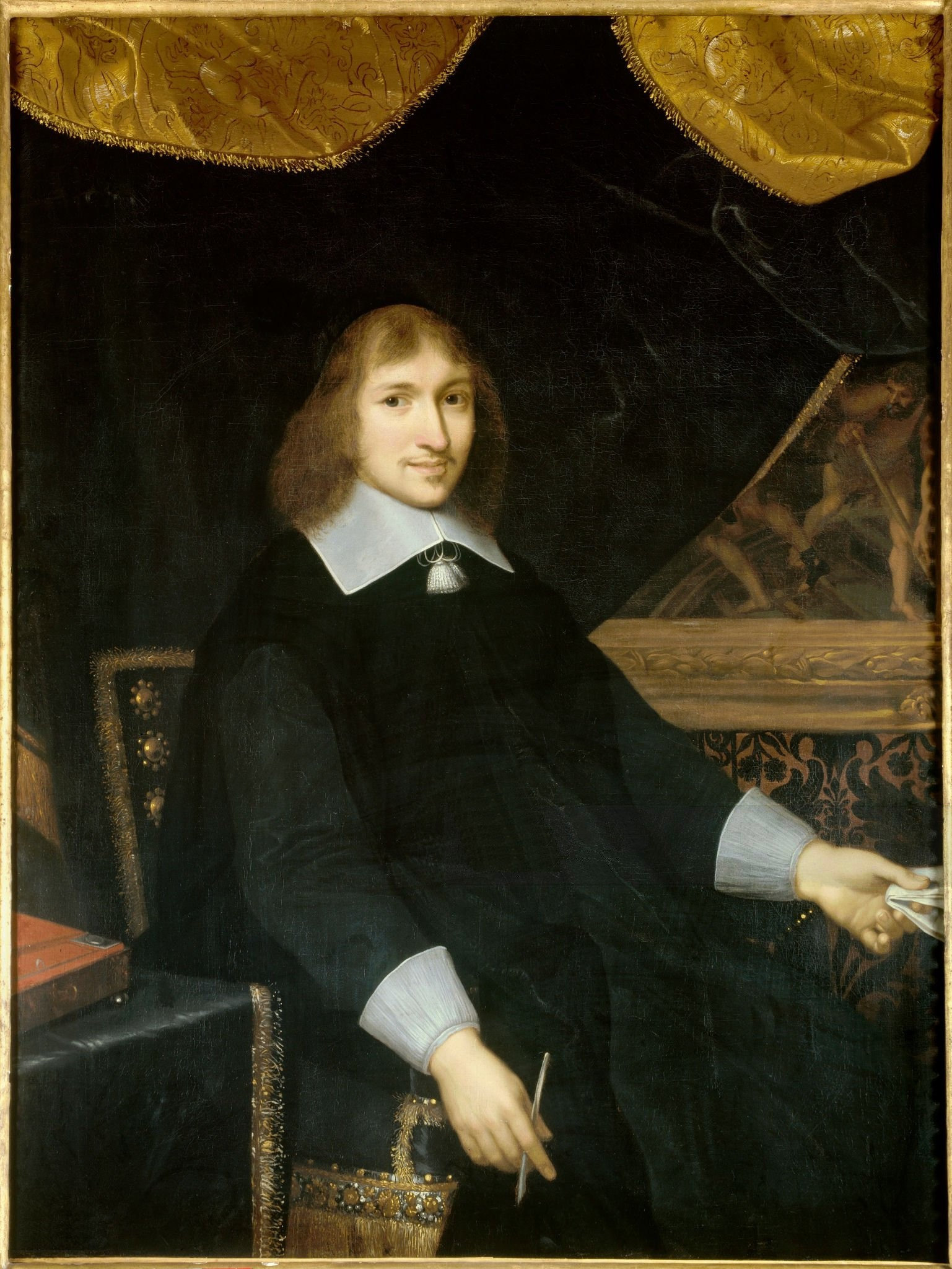
エドゥアルド・ラクレテルによる肖像画

ベル島侯爵およびムラン子爵およびヴォー子爵ニコラ・フーケ（フケ）（Nicolas Fouquet発音例、1615年1月27日 - 1680年3月23日）は、フランスの法律家、財務官である。ルイ14世の下で大蔵卿を務めた。

## 生涯

### 急速な出世
パリ高等法院評定官フランソワ・フーケの次男としてパリで生まれる。先祖はブルターニュ出身の富裕な商人でブルジョワジー階級だったが、父親フランソワの代に売官制度により法服貴族になった。跡取りではないニコラ・フーケはイエズス会のクレルモン学院で学んだ後、パリ大学法学部へ進学し、13才でパリ高等法院弁護士資格を得て、父と同じように官僚になった。10代のうちから幾つかの責任ある地位を任され、20歳になった1636年にはリシュリューに有能さを買われ参事院請願委員の地位を獲得した。
1640年に元ナント市長の娘ルイーズ・フーシェと結婚。ルイーズの莫大な持参金により一大財産家となる。この持参金で、ルイーズ夫人の死後にヴォーの子爵(ヴィコント)領を購入し、子爵になる。リシュリューの死後はジュール・マザランに仕え、1642年から1650年にかけて、まずは県の財務官に任じられ、やがてジュール・マザランの軍隊の財務官にも登用された。1650年、フロンドの乱のさなかに世襲官職のパリ高等法院検事総長の職を購入する。1651年に再婚し、法服貴族の娘マリー・マドレーヌ・ド・カスティーユ・ド・ヴィルメルーユの莫大な持参金によって、資産は大貴族に匹敵するほど巨万となった。
マザランは亡命したが、その間もフーケは抜け目なくマザランに忠誠を誓い続け、彼の財産を守り、法廷の状況を知らせ続けた。
マザランが帰国すると、フーケは見返りとして大蔵卿の地位を要求し、獲得した（1653年）（政府が混乱する中、フーケはこの地位を手に入れたことで、政府の基金を扱う権限はもちろん、国王に対する債権者との交渉権も手に入れた）。大蔵卿には資産家を任命することが多かった。
個人の資産力と常に自信あふれた態度により、フーケは政府からますます信用されるようになった。実際にその手腕は確かで、フーケの在任中国家財政は赤字を急速に減らした末に黒字化を成し遂げている。ただしフーケは依然として高等法院の検事総長だったので、その地位によって、資産調査からは免れていた。フーケが大蔵卿になったことで、マザランはフーケに嘆願する側の立場に変わった。長びく戦争のための費用や、マザランのような宮廷人からの様々な嘆願に対処するため、フーケは時として個人資産を流用する必要にも迫られた。しかしそのうち、フーケは財政を公私混同するようになった。

### 絶頂期
やがて会計の混乱は絶望的な状態になった。詐欺的行為があっても咎めはなく、財務官達は様々な援助と行政的な特別扱いをエサに買収された。フーケの資産はマザランの資産さえ上回るようになった。しかし、マザランは、過去にフーケと同様の手段で私腹を肥やしてきたために、フーケを取り締まることはできなかった。フーケが裁かれたのは後のことで、マザランの捜査官や後任のジャン＝バティスト・コルベールが始末をつけることになった。
やがてマザランが死去した。フーケ自身は、政府内でも有名な政治家となった自分こそ、政府の頭首になれると期待していた。しかし、彼の隠しようもない野心をルイ14世は不快に思っていた。さらにコルベールは、フーケの欠点や、フーケが関った最悪の事例を洗い出し、それをルイ14世に報告した。この報告や、フーケによるとんでもない支出額を眼にして、王の不信感は増していった。フーケは、万一罷免された際の避難場所としてベル島の港を買いつけ、島の要塞を強化した。
フーケは大金を投じて、自分の地所にヴォー＝ル＝ヴィコント城を建設した。この城は巨大で、見事な装飾が施された。この装飾は後にヴェルサイユ宮殿にも採用されることになり、フーケが用いた建築家のルイ・ル・ヴォー、画家のシャルル・ルブラン、造園家のアンドレ・ル・ノートルの3人はヴェルサイユ宮殿の建設にも採用された。フーケはこの城に貴重な本や最高級の絵画、宝石や骨董品を取り揃え、芸術家や著述家に囲まれて過ごした。料理人フランソワ・ヴァテールが采配を振った食卓には、才能のある人ならば誰でも客人になることができた。客人の例として、詩人のジャン・ド・ラ・フォンテーヌ、劇作家のピエール・コルネイユやモリエール、作家のポール・スカロンやセヴィニエ夫人、童話作家シャルル・ペローなどが挙げられる。

### 失脚
1661年8月、ルイ14世は、すでにフーケを失脚させると心に決めながらも、フーケがヴォーで開催したパーティーに参加した。これはフランス史でも一二を争うような豪華なパーティーで、 モリエールのコメディ・バレエ「はた迷惑な人たち（Les Fâcheux）」も初演された。この豪華さを王は嫌い、フーケの運命が完全に決定された。とはいえ、王は、これほどの力のある大臣にそのまま対立することを恐れた。手の込んだ企みによって、フーケは、まず自分の検察長官の地位を売り渡すように仕向けられ、それによって特権の保護を失い、そして代償を国庫に支払うことになった。
ルイ14世がヴォーを訪問した3週間後の9月5日、王はフーケを伴ってナントを訪れた。フーケは、自分が大切にされていると喜んだが、御前を離れたときにマスケット銃士隊長のダルタニャンの手で逮捕された。裁判は3年間続いたが、一般大衆は概ねフーケに同情しており、ラ・フォンテーヌやセヴィニエ夫人など多くがフーケを擁護する文を書いた。しかし、フーケには国外追放の判決が下された。ルイ14世はこの判決に激怒し、終身刑に差し替えることを命じた。フーケは1665年の初頭にピネローロの要塞に収容され、1680年3月23日にそこで死去した。
この裁判は正規の進め方から逸脱していたと言われ、21世紀になってもフランス法曹界では学術論文の題材としてしばしば取り上げられている。フーケは不屈の精神を貫き、牢においても何冊かの翻訳作業なども行った。フーケの裁判に関する15巻の記録が、コルベールがフランス三部会で抗議したにもかかわらず、オランダにおいて1665年から1667年の間に出版された。第二版も1696年に Oeuvres de M. Fouquet のタイトルで出版された。
フーケが鉄仮面の男だと言われることがあるが、この説は信頼性が低い。実際、ピネローロの牢獄で鉄仮面の男がフーケに下男として仕えていたという証拠がある。
孫のシャルル・ルイ・オーギュスト・フーケ・ド・ベル＝イルはルイ15世の時代に軍人（七年戦争時代の陸軍卿ないし陸軍大臣）として復権した。